# Koszalińska Wyższa Szkoła Nauk Humanistycznych
Koszalińska Wyższa Szkoła Nauk Humanistycznych – niepubliczna wyższa szkoła zawodowa w Koszalinie, powstała w 2005 roku. Szkoła wpisana jest do rejestru uczelni niepublicznych pod pozycją 175.
Koszalińska Wyższa Szkoła Nauk Humanistycznych kształci w systemie studiów licencjackich i magisterskich na kierunku pedagogika oraz na studiach podyplomowych. W przeszłości kształcenie odbywało się także na kierunku administracja.